# Laachita
La laachita és un mineral aprovat per la IMA l'any 2013. Fou anomenada així per la seva localitat tipus. És l'anàleg monoclínic de la zirconolita-3O amb niobi dominant per sobre del titani.

## Característiques
La laachita és un mineral de fórmula química (Ca‚Mn)₂Zr₂Nb₂TiFeO₁₄. Cristal·litza en el sistema monoclínic.
L'exemplar que va servir per a determinar l'espècie, el que es coneix com a material tipus, es troba conservat al: Museu Mineralògic Fersman de l'Acadèmia Russa de les Ciències (Moscou, Rússia) amb número de registre 4361/1.

## Formació i jaciments
En la localitat tipus el mineral fou trobat en sanidinites vesiculars, associat a sanidina, allanita-(Ce), baddeleyita, haüyna, hedenbergita, membres intermedis de la sèrie jacobsita-magnetita, flogopita, rodonita, espessartina, tefroïta, thorita, zircó i minerals del grup del piroclor.